# Симадзаки, Киоко
Киоко Симадзаки (Сугияма)  (яп. 島崎京子 Kyoko Shimazaki, род. 7 января 1972 года в Отофуке) — японская конькобежка, участница зимних Олимпийских игр 1992, 1994 и 1998 годов, серебряный призёр чемпионата мира, 3-кратная чемпионка Японии в спринтерском многоборье, 6-кратная призёр.

## Биография
Киоко Симадзаки родилась в округе Токати. Она начала кататься на коньках в 1-м классе начальной школы Сакаэ в городе Обихиро, в возрасте 7 лет. Первоначально занималась фигурным катанием. В 1987 году приняла участие на 7-х Всеяпонских юношеских студенческих играх и заняла 3-е место в забеге на 500 м. В 1988 году она поступила в престижную школу конькобежного спорта Сиракаба Гакуэн, а уже через год, заняла 3-е место на Всеяпонском чемпионате по спринту.
В феврале 1990 года на дебютном спринтерском чемпионате мира в Тромсе заняла 7-е место. В марте на зимних Азиатских играх в Саппоро выиграла серебряную медаль в забеге на 500 м и заняла 4-е место на 1000 м. После окончания средней школы она присоединилась к корпоративной команде "Nidec Sankyo". В сезоне 1990/91 дебютировала на Кубке мира и сразу выиграла 500-метровку в общем зачёте, став первой японкой, выигравшей Кубок мира.
В 1992 году на зимних Олимпийских играх в Альбервилле заняла 7-е место в забеге на 500 м и 18-е на 1000 м. После игр участвовала на спринтерском чемпионате мира в Осло, но заняла только 14-е место. В 1993 году на чемпионате Азии стала 1-й в забеге на 1000 м и 2-й на 500 м и на спринтерском чемпионате мира в Сибукаве поднялась на 4-е место.
В декабре 1993 года она впервые заняла 1-е место на Всеяпонском чемпионате по спринту, а в феврале 1994 года на зимних Олимпийских играх в Лиллехаммере заняла 10 место на дистанции 500 м и 18-е на 1000 м. В 1995 и 1996 году Симадзаки выиграла "золото" на Всеяпонском чемпионате по спринту и на спринтерском чемпионате мира в Милуоки заняла 9-е место. 
В 1996 года на первом чемпионате мира на отдельных дистанциях в Хамаре заняла 2-е место на дистанции 500 м. В 1997 году Киоко выиграла дистанцию 1000 м и стала 2-й на 500 м на чемпионате Азии в Обихиро. На индивидуальном чемпионате мира в Варшаве заняла 6-е место на 500-метровке. В общем зачёте Кубка мира сезона 1996/97 заняла 4-е место на дистанции 500 м.
В январе 1998 года на чемпионате Азии стала 2-й в забеге на 500 м и 3-й на 1000 м, следом заняла 5-е место на спринтерском чемпионате мира в Берлине, а в феврале на домашних зимних Олимпийских играх в Нагано заняла 5-е место на дистанции 500 м и 22-е место на 1000 м. После Олимпиады Симадзаки объявил о завершении карьеры.

## Личная жизнь
Киоко Симадзаки замужем, живёт в Обихиро.